# Arachnologie

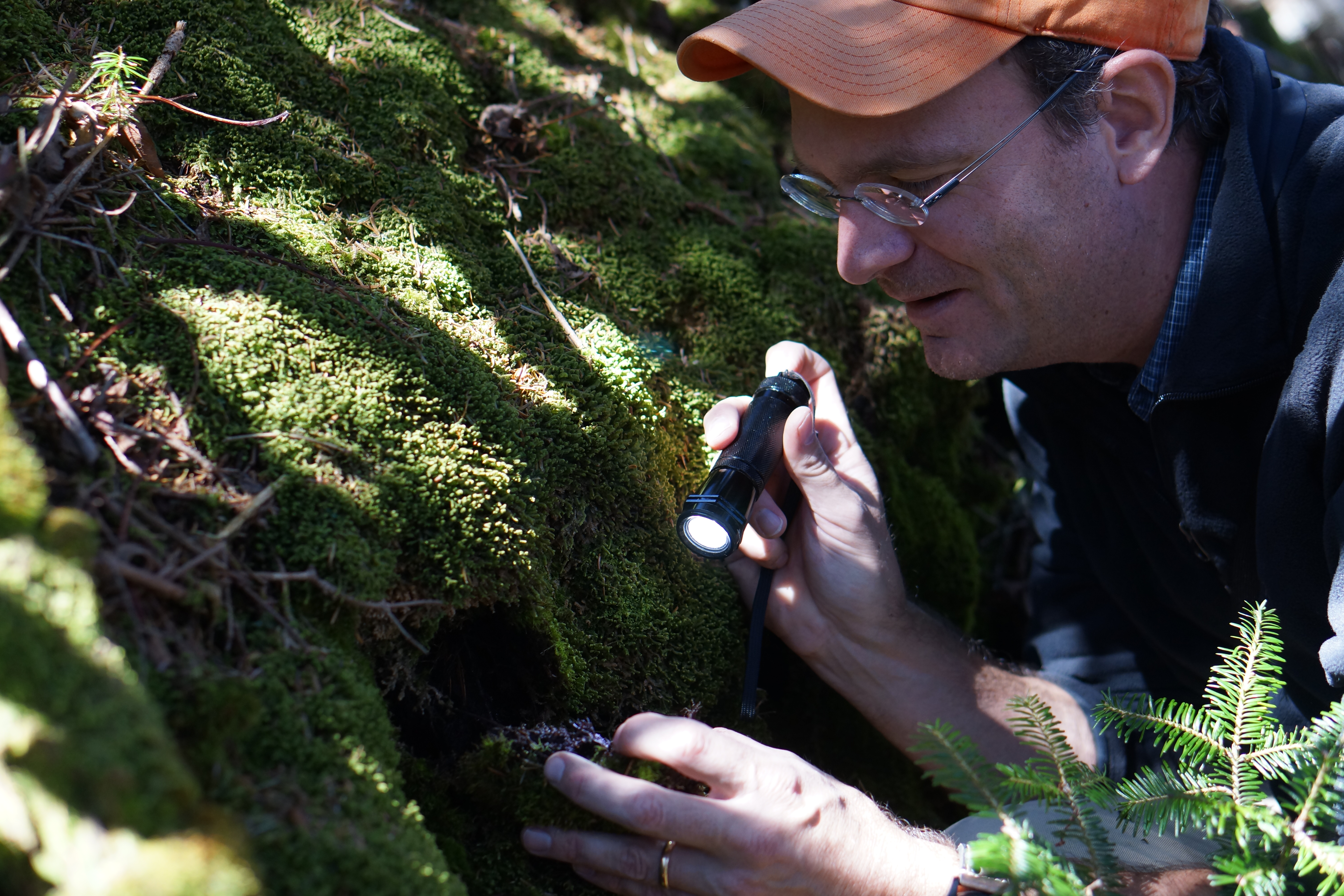
De arachnoloog Jason Bond tijdens veldwerk in de Verenigde Staten

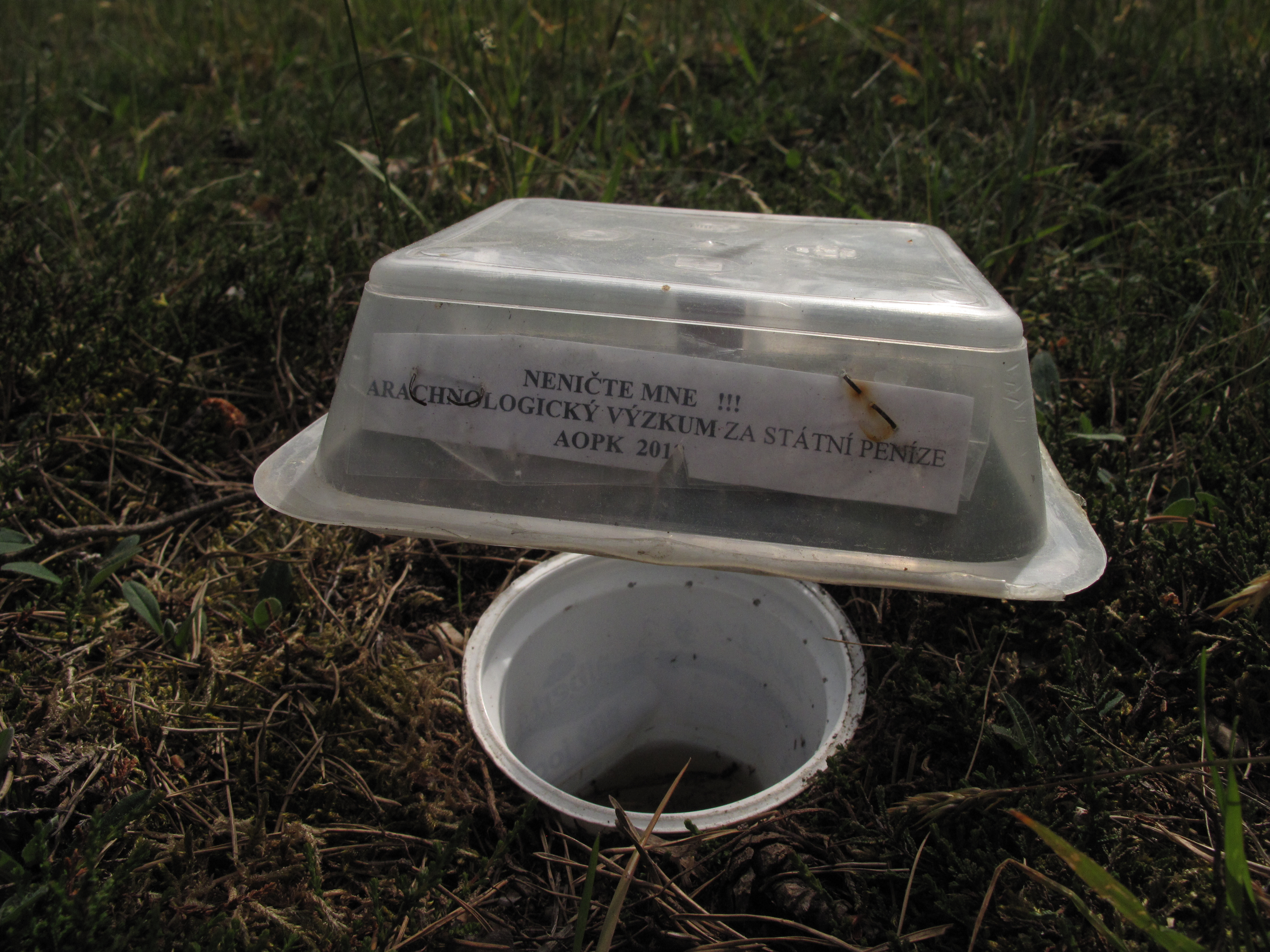
Een spinnenval ten behoeve van arachnologisch onderzoek

Arachnologie is die tak van de zoölogie (dierkunde) die zich bezighoudt met de studie van de spinachtigen (Arachnida). Het woord is afgeleid van de Griekse woorden ἀράχνη (arachnē, "spin") en -λογία, (-logia, "wetenschap"). Iemand die zich met de arachnologie bezighoudt, wordt een arachnoloog genoemd.
De arachnologie kan worden onderverdeeld naar analogie van de ordes van de spinachtigen, zoals:
- Acarologie – de studie van teken en mijten
- Araneologie – de studie van spinnen
- Scorpiologie – de studie van schorpioenen

De arachnologie kent bovendien meerdere subdisciplines, waaronder:
- Taxonomie: het onderzoeken van de onderlinge evolutionaire relatie
- Gedrags-ecologie: studie van hun relatie met elkaar en met hun omgeving
- Faunistiek: het beschrijven van diersoorten in een bepaalde regio
- Toxicologie: het bestuderen van de giftige stoffen die spinachtigen (inclusief schorpioenen) maken
- Biologische bestrijding: het inzetten van spinachtigen in het biologisch bestrijden van plaagdieren